# Chiesa di Sant'Antonio Abate (Luzzara)
La chiesa di Sant'Antonio Abate si trova a Codisotto, frazione del comune italiano di Luzzara in provincia di Reggio Emilia. Appartiene al vicariato della Pianura nella diocesi di Reggio Emilia-Guastalla. Il luogo di culto che ci è pervenuto risale al XVII secolo anche se in precedenza sul sito era presente una chiesa forse risalente al 1430.

## Storia

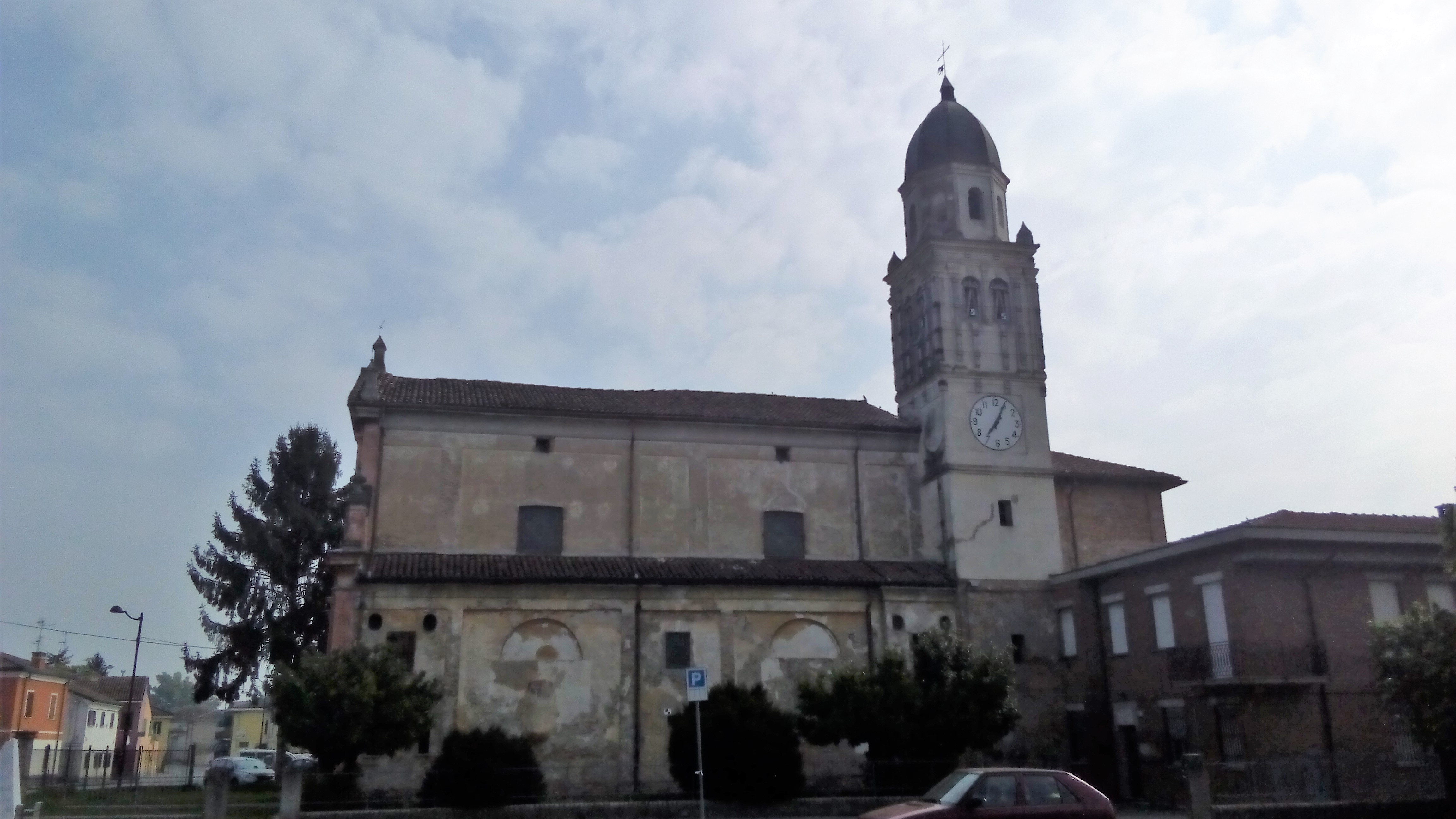
Chiesa di Sant'Antonio Abate

Il primo luogo di culto sul sito risale al 1430. Questo venne quasi completamente ricostruito verso la fine del XVII secolo. All'inizio del XIX secolo la chiesa risultava essere neoclassica tuscanica, con la sala ampliata da quattro cappelle laterali e complessivamente con cinque altari. Nel terzo decennio del secolo la giurisdizione ecclesiastica passò dalla diocesi di Parma a quella di Guastalla. Durante il XX secolo fu oggetto di vari interventi per il suo restauro conservativo e la sua solidità statica. Si iniziò nel 1913 con un intervento generale che riguardò anche la torre campanaria e la pavimentazione interna. Si proseguì col rifacimento del tetto nel 1938 e nel secondo dopoguerra si intervenne sulla copertura absidale. Nel 1951 viene ricostruito l'altare maggiore. Gli ultimi interventi del secolo hanno riguardato gli intonaci esterni e il rafforzamento statico, questo in particolare dopo il sisma del 1996. Dopo il terremoto dell'Emilia del 2012 e i danni in particolare al campanile è stato necessario un nuovo lavoro di restauro.

## Descrizione

### Esterni
La chiesa si trova a Codisotto, frazione di Luzzara in provincia di Reggio Emilia. La facciata si presenta in stile neoclassico caratterizzata da quattro lesene che la ripartiscono in tre parti a livello verticale con l'aggiunta di altre due per la parte inferiore, ampliando la facciata, e la conclusione è data da un frontone triangolare. Il portale di accesso architravato e racchiuso in una cornice con un piccolo frontone è sovrastato in asse dalla nicchia che conserva il bassorilievo raffigurante Sant'Antonio abate. La torre campanaria si alza adiacente alla chiesa in posizione arretrata sulla sua destra. La sua cella si apre con quattro finestre a bifora ed è sormontata da una struttura di minori dimensioni con copertura a padiglione. La copertura del tetto è in coppi di laterizio.

### Interni
L'aula a navata unica si amplia grazie alle quattro cappelle laterali. Nella parte della controfacciata è ospitata la cantoria con l'organo a canne realizzato da Giovanni Battista Tonelli nel 1889. La copertura è con volta a botte, comprese le parti del presbiterio e del coro. L'adeguamento liturgico è stato realizzato in più tempi con la sistemazione della mensa in legno rivolta verso il popolo, la rimozione della balaustra presbiteriale col riposizionamento davanti alle cappelle laterali e si è concluso nel 1980.